# Franz Thoma (Politiker, 1886)
Franz Thoma (* 30. Juli 1886 in Gröbming; † 10. Juli 1966 in Graz) war ein österreichischer Politiker.

## Leben
Franz Thoma entstammte einem alten bayrischen Bierbrauergeschlecht aus Landsberg am Lech. Sein Großvater war in Gröbming ansässig geworden. Nach einer Ausbildung zum Textiltechniker und Auslandsaufenthalten in Deutschland und in der Schweiz machte er eine landwirtschaftliche Fachausbildung. Im Ersten Weltkrieg war er von 1914 bis 1918 als Offizier vor allem an der Ostfront eingesetzt und wurde mehrmals verwundet. 
Mit Kriegsende übernahm er den elterlichen Bauernhof (Thornhof) in Gröbming und schloss sich politisch dem freisinnigen und deutschnationalen Landbund an. Ab 1919 war er mit Unterbrechungen steirischer Landtagsabgeordneter. Hinzu kamen zahlreiche Funktionen im wirtschaftlichen und genossenschaftlichen Bereich. Er war jahrzehntelang Obmann des „Steirischen Braunviehzuchtverbandes“ und Obmann der innovativen und geschäftlich erfolgreichen Landgenossenschaft Ennstal, Stainach, die heute ein international tätiges Großunternehmen ist. Thoma hat sich vor allem in den Bereichen Rinderzucht, genossenschaftliche Warenwirtschaft und Milch- und Molkereiwirtschaft engagiert und galt als anerkannter Agrarfachmann. 
Auf ihn wollten auch die neuen NS-Machthaber nach 1938 nicht ganz verzichten und er behielt Positionen im Molkereiverband und in der Landwirtschaftskammer. Im Juni 1938 stellte er einen Antrag auf Ausstellung einer vorläufigen Mitgliedskarte der NSDAP. Ihm wurde die Mitgliedsnummer 9.006.639 zugeteilt und die Aufnahme in die NSDAP sollte rückwirkend zum 1. Jänner 1940 erfolgen. Von 1939 bis Ende 1941 wurde Thoma als Offizier zur Wehrmacht einberufen. Da er im eigenen Betrieb und bei der Führung der steirischen landwirtschaftlichen Genossenschaften dringend gebraucht wurde, wurde er vom Militär freigestellt. Nach „schweren Bedenken“ ihm die Mitgliedskarte auszuhändigen, wurde seine Aufnahme in die NSDAP im Februar 1944 endgültig abgelehnt. Konflikte mit lokalen NS-Parteigrößen führten dazu, dass er bis 1945 fast alle seine Funktionen zurückgelegt hatte.
Nach 1945 stand Thoma wieder an der Spitze der regionalen Genossenschaften und war bald auch auf Landesebene tätig. Er wechselte seine politische Heimat und trat nun sofort dem zur ÖVP gehörenden Bauernbund bei, um eine starke und politisch einheitliche Bauernvertretung zu unterstützen. Der Landbund hatte nach dem Zweiten Weltkrieg keine Bedeutung mehr. Ab 1948 war Thoma Mitglied der Steiermärkischen Landesregierung und ab 1949 Landtagspräsident. Insgesamt war er zehn Jahre lang Abgeordneter zum Nationalrat.
Am 23. Januar 1952 wurde Thoma österreichischer Bundesminister für Land- und Forstwirtschaft und blieb es 7 ½ Jahre lang. In diesen Jahren des Aufbaus und der Umstrukturierung der österreichischen Landwirtschaft hatte er am größten Modernisierungsschub der Landwirtschaft im 20. Jahrhundert maßgeblich Anteil. Die Erhaltung der Struktur der österreichischen Landwirtschaft, mit dem bäuerlichen Familienbetrieb als agrarpolitischem Leitmodell, war ihm ein wichtiges politisches Anliegen.

## Auszeichnungen
- Ehrenring des Landes Steiermark
- 1959: Großkreuz des Verdienstordens der Bundesrepublik Deutschland